# Machy (Somme)
Machy ist eine nordfranzösische Gemeinde mit 118 Einwohnern (Stand 1. Januar 2022) im Département Somme in der Region Hauts-de-France. Die Gemeinde liegt im Arrondissement Abbeville und ist Teil der Communauté de communes Ponthieu-Marquenterre und des Kantons Rue.

## Geographie
Die vom Flüsschen Maye durchflossene Gemeinde liegt rund zehn Kilometer östlich von Rue und 6,5 Kilometer westlich von Crécy-en-Ponthieu am Nordrand des Domänenwalds Forêt de Crécy. Das Gemeindegebiet gehört zum Regionalen Naturpark Baie de Somme Picardie Maritime.

## Geschichte
Der Ort wurde 1635 von spanischen und 1654 von kaiserlichen Truppen geplündert. Am Ende des 16. Jahrhunderts gab es eine Glas-, Kristall- und Emaillefabrikation.

## Einwohner
| 1962 | 1968 | 1975 | 1982 | 1990 | 1999 | 2006 | 2011 |
| ---- | ---- | ---- | ---- | ---- | ---- | ---- | ---- |
| 187  | 168  | 129  | 123  | 116  | 109  | 121  | 126  |

## Sehenswürdigkeiten
- Kirche Saint-Flour[1]